# Szklarka
Szklarka is een  zijrivier van Kamienna in het Reuzengebergte in het Poolse woiwodschap Neder-Silezië.
De Szklarka ontspringt aan de noordkant van de Śmielec en de Vysoké kolo, beiden bergen op de Pools/Tsjechische grens en stroomt via Szklarska Poręba in de Kamienna.
Vlak voor de samenvloeiing met de Kamienna is de 13 meter hoge waterval Wodospad Szklarki.  De waterval is een populaire bestemming voor toeristen en is een van de meest bekende bezienswaardigheden van het Reuzengebergte.